# Racheed Lawal
Racheed Lawal (døbt: Abdul Rashid Lawal), (4. december 1965 i Freetown, Sierra Leone, Afrika – 24. november 1996 i Århus) var en dansk professionel bokser. 
De første år af sit liv var Racheed Lawal bosat i Sierra Leone, men i en alder af syv år flyttede han til Danmark, hvor hans far, Jimmi, en nigeriansk sømand, havde bosat sig.

## Amatørkarriere
Racheed Lawal var bokser i klubben FAK Århus. Han var en talentfuld bokser, og fik sit store gennembrud som amatørbokser, da han i 1984 i en alder af 18 år vandt det jyske senior mesterskab i letvægt og senere på året tillige det danske og det nordiske mesterskab i klassen. Han vandt det danske mesterskab igen i 1985 og deltog i EM i Budapest, hvor han dog ikke vandt medalje. I 1986 vandt han det jyske og det danske mesterskab. 
Efter det tredje danske mesterskab skrev Racheed Lawal kontrakt med boksepromotor Mogens Palle. 

## Professionel karriere
Racheed Lawal debuterede som professionel den 3. oktober 1986 ved et stævne i Idrætshuset i København. Ved samme stævne debuterede også Eyub Can, Tage Nielsen og Lars Lund Jensen, og stævnet markerede således nye tider i dansk professionel boksning, der i en periode havde været væsentlig afhængig af udenlandske trækplastre. Ved stævnet mødte Racheed Lawal englænderen John Townsley, som Lawal besejrede på point.
Lawal blev ført hurtigt frem, og efter 10 kampe med lige så mange sejre, blev Lawal matchet mod sin danske rival Lars Lund Jensen i en kamp den 8. december 1988 om EM-titlen i junior-letvægt. Racheed Lawal leverede en fornem præstation i kampen, da han vandt EM-titlen fra Lars Lund Jensen på knockout i 12. og sidste omgang af kampen. Lawal satte titlen på spil i to titelforsvar i begyndelsen af 1989 og blev herefter matchet mod franskmanden Daniel Londas.
Kampen mod Londas blev afviklet på Tivoli Friheden i Århus den 9. juni 1989. Londas var en rutineret bokser med flere EM- og VM-kampe bag sig, og franskmanden viste sig for stærk for Lawal, der blev stoppet i 10. omgang af kampen. 
Efter nederlaget til Londas og tabet af EM-titlen boksede Lawal i 1989-1991 en række kampe, der alle blev vundet. Lawal blev herefter matchet mod amerikaneren Manning Galloway i en kamp om WBO’s version af VM-titlen i weltervægt. Galloway havde få måneder forinden stoppet Gert Bo Jacobsen i en VM-kamp, og publikuminteressen var således stor forinden kampen, der blev afviklet i KB Hallen på Frederiksberg den 17. maj 1991. Lawal var naturlig letvægter, og var således fysisk underlegen i forhold til Galloway, der satte sig tungt på kampen og ikke havde de store problemer med at stoppe Lawal i kampens 7. omgang. 
Fem måneder efter nederlaget til Galloway forsøgte Lawal i Manchester, England at vinde EM-titlen i letweltervægt fra Pat Barrett, men blev stoppet i 4. omgang. Karrieren så ud til at være forbi for Lawal, men det lykkedes ham i 1992-1993 at vinde en række kampe, og han fik muligheden for atter at vinde en EM-titel, da han den 22. april 1994 fik en kamp om det ledige europamesterskab i letvægt mod englænderen Paul Burke. Lawal viste sig overraskende stærk, og englænderen blev talt ud af kampleder Erkki Meronen i kampens 4. omgang, hvorefter Lawal atter kunne kalde sig europamester. 
Lawals status som europamester holdt dog kun til den 4. december 1994, hvor Lawal blev stoppet i 9. omgang i sit første titelforsvar mod franskmanden Jean-Baptiste Mendy i Val-de-Marne, Frankrig. Lawal opgav herefter karrieren efter 30 kampe med 25 sejre, 4 nederlag og en enkelt uafgjort.

## Lawals død
Racheed Lawal blev knivdræbt ved diskotek David Crockett i Århus 24. november 1996. Her afviste Lawal, der var dørmand, fem palæstinensere, fordi flere af dem gik med kondisko. En af de fem huggede en kniv i brystet på Lawal, hvorefter Lawal forsøgte at løbe efter gerningsmændene. Kort efter måtte han hårdt såret vende tilbage til diskoteket, hvorfra han blev kørt til Århus Kommunehospital, hvor han døde en times tid senere.
To mistænkte blev allerede anholdt samme nat og de tre andre blev anholdt dagen efter i Odense. Oktober 1997 blev en af de mistænkte, Ahmad Abdullah Abou-Chaker, idømt 12 års fængsel og efterfølgende udvisning af Danmark.